# Adélaïde de la Briche
Adélaïde de la Briche (Nancy, 9 de diciembre de 1755-París, 24 de enero de 1844) fue una escritora y autora de memorias  francesa.
Formaba parte de la burguesía posrevolucionaria francesa y estuvo casada con Alexis Janvier de La Live de La Briche, secretario de la reina.